# Seznam opatů novodvorského kláštera
Seznam opatů trapistického opatství Nový dvůr.
| pořadí | kdy       | jméno                  | žil   |
| ------ | --------- | ---------------------- | ----- |
|        | 2007–2011 | Samuel Lauras (převor) | 1954– |
| 1.     | 2011–     | Samuel Lauras          | 1954– |